# Loxandrus parvicollis
Loxandrus parvicollis är en skalbaggsart som beskrevs av Thomas Casey. Loxandrus parvicollis ingår i släktet Loxandrus och familjen jordlöpare. Inga underarter finns listade i Catalogue of Life.